# Frank Capp
Pour les articles homonymes, voir Capp et Cappuccio.
Francis Cappuccio, dit Frank Capp, né le 20 août 1931 à Worcester dans le Massachusetts et mort le 12 septembre 2017 à Studio City en Californie, est un batteur de jazz américain. C'est un représentant du Jazz West Coast.

## Biographie
En 1951, Frank Capp joue dans le big band de Stan Kenton. En 1953, il s'installe en Californie et participe au mouvement du jazz West Coast, jouant et enregistrant avec Marty Paich et Art Pepper, ou avec l'octet de Dave Pell. De 1959 à 1964, il est le batteur du trio d'André Previn. Il accompagne également Ella Fitzgerald, Harry James, Charlie Barnet, Stan Getz. 
Dans les années 1960, comme la plupart de ses comparses du jazz de la côte Ouest, il travaille abondamment en studio pour le cinéma et la télévision. Dans les années 1970, il revient au jazz et dirige avec le pianiste Nat Pierce un orchestre, le Capp-Pierce Juggernaut, connu également comme Juggernaut.